# Steffen Kubatzky
Steffen Kubatzky (* 12. März 1966; † 26. Juni 2013) war ein deutscher Fußballspieler.

## Werdegang
Kubatzky spielte bei der BSG Motor Penig, dann bei dkk Krumhermersdorf. In den Farben der BSG Wismut Aue bestritt der Abwehr- und Mittelfeldspieler im Spieljahr 1988/89 erste Einsätze in der DDR-Oberliga.
Ab 1990 spielte Kubatzky beim FSV Zwickau und stieg mit der Mannschaft 1994 in die 2. Fußball-Bundesliga auf. Bis 1996 bestritt der 1,82 Meter große Kubatzky 34 Zweitligaspiele für Zwickau. 1996/97 spielte er für Dynamo Dresden und von 1997 bis 1999 für den SV Tanne Thalheim.
Als Trainer betreute Kubatzky den FSV Zwönitz und den FSV Olympia Grünhain und war in der Jugendarbeit beim VfL 05 Hohenstein-Ernstthal beschäftigt.